# شنتشو 12
شنتشو 12 (بالصينية: 神舟十二号، بن-ين: Shénzhōu shí'èr hào) هي رحلة فضاء صينية انطلقت في 17 يونيو 2021. وهي الرحلة المأهولة السابعة للصين وهي أيضًا السابعة ضمن برنامج شنتشو. تحمل الرحلة ثلاث رواد فضاء ينتمون لفرق رواد فضاء جيش التحرير الشعبي، ووجهتها الوحدة المركزية تيانخه، وهي الوحدة الأولى في محطة الفضاء الصينية تيانجونج.

## الخلفية
كان من المخطط أن تكون شنتشو 12 الرحلة الزائرة الثانية لمحطة الفضاء التجريبية تيانجونج-2، بعد رحلة شنتشو 11. في 2016، ألغيت الخطط لمهمة ثانية إلى تيانجونج-2، وأصبحت شنتشو 12 الرحلة المأهولة المتجهة إلى محطة تيانجونج، التي تتكون من وحدة واحدة حتى الآن: تيانخه، والتي انطقلت في 29 أبريل 2021. ورحلة شنتشو 12 ستكون الأولى من أربع رحلات مأهولة حتى نهاية بناء المحطة في 2022.

## المهمة
انطلقت المركبة على متن الصاروخ لونج مارش 2 إف من صحراء جوبي في 17 يونيو 2021. وبعد حوالي ست ساعات ونصف من الطيران، وصلت المركبة إلى محطة الفضاء تيانجونج. ورست المركبة والتحمت بوحدة تيانخه في 07:54 بالتوقيت العالمي الموحد، 17 يونيو 2021، بعد إطلاق ورسو ناجح لمركبة التموين تيانچو 2، وهي الطيران الثاني مركبة تيانچو. بينما كانت مركبة الرحلة شنتشو 12 تلتحم بوحدة تيانخه كانت تيانچو راسية أيضًا؛ لأن تيانخه بها 4 نقاط للرسو، بخلاف محطات الفضاء الصينية السابقة التي توفر بها نقطة واحدة.
يذكر أنها الرحلة المأهولة الأولى للصين بعد أكثر من 4 سنوات على رحلة شنتشو 11.
دخل الطاقم وحدة تيانخه في 10:48 بالتوقيت العالمي الموحد. تتضمن مهمتهم أنشطة تشغيل الذراع الميكانيكية الملحقة بالوحدة تيانخه ونشاطات خارج المركبة، وتجريب مجموعة من التقنيات الرئيسية مثل السكن لفترة طويلة في الفضاء، إعادة تدوير الموارد وأنظمة دعم حياة رواد الفضاء. من المخطط إجراء عمليتي سير في الفضاء خلال فترة بقاء الرواد الممتدة لثلاثة أشهر. وستوضع مهمة شنتشو 13 في حالة استعداد لتكون مهمة إنقاذ إذا اقتضت الضرورة.
في 4 يوليو، أجرى كل من ليو بومنج وتانج هونجبو أول نشاط خارج المركبة بتركيب كاميرا بانورامية واختبرا خلالها رداء الفضاء من الجيل الجديد. وهذا هو ثاني سير في الفضاء للصينيين بعد 13 عامًا من سير چاي چيانج في مهمة شنتشو 7.
في 20 أغسطس، أدى القائد ني هايشنج وليو بومنج السير الفضائي الثاني المخطط له لاختبار معدات المركبة الفضائية، وتثبيت معدة أخرى ورفع الكاميرا البانورامية دي. ودام النشاط خارج المركبة 5 ساعات و55 دقيقة.
في 16 سبتمبر 2021 في الساعة 8:56 بتوقيت بكين، انفصلت مركبة شنتشو-12 عن الوحدة الأساسية للمحطة حاملة رواد الفضاء الثلاثة إلى الأرض. هبط الرواد في منغوليا الداخلية في 05:34 بتوقيت جرينتش.

## الطاقم

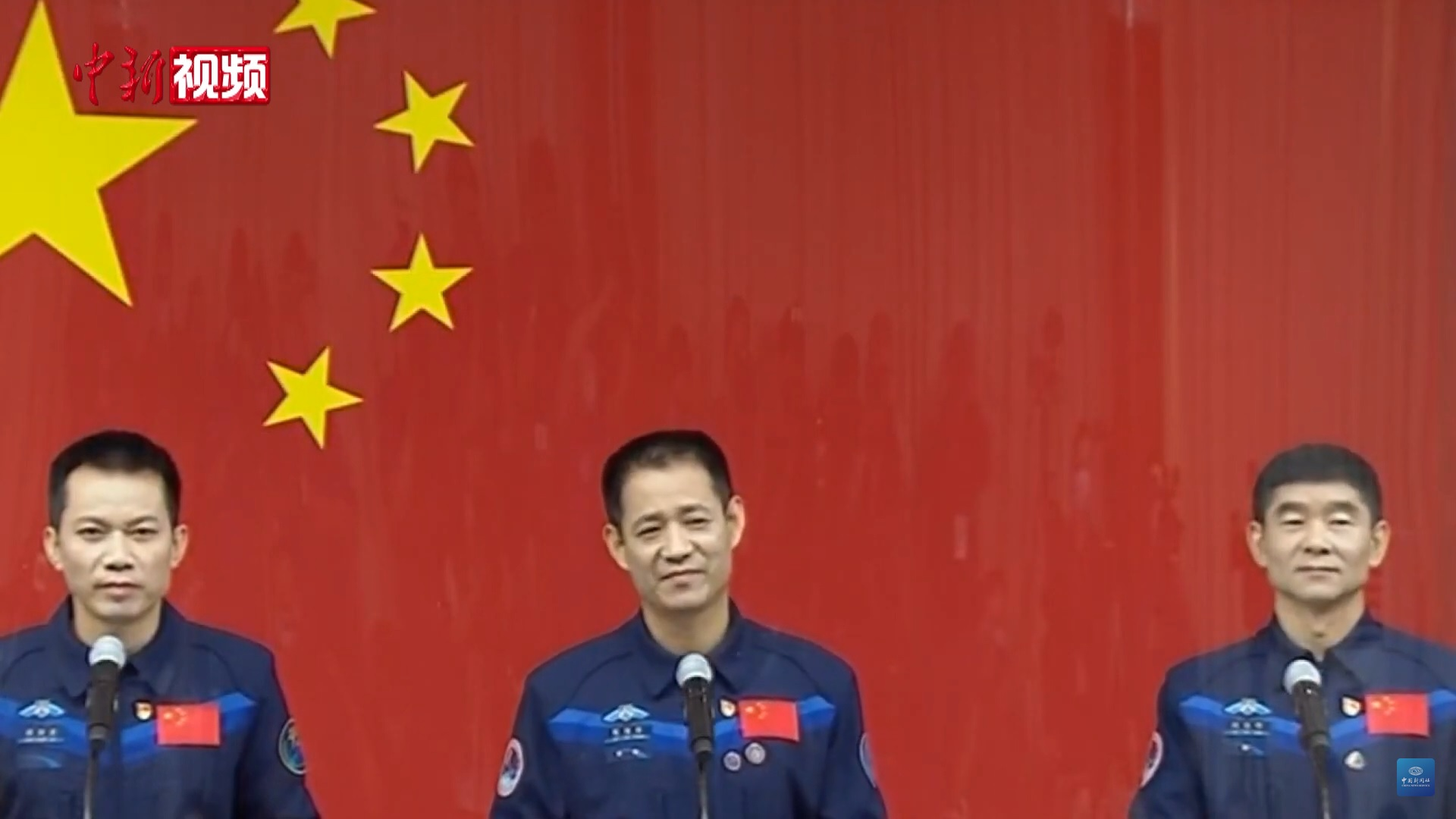
طاقم المهمة في مؤتمر صحفي قبل الانطلاق

أعلن عن طاقم المهمة في مؤتمر صحفي في 16 يونيو 2021.
| المركز | عضو الطاقم                |
| ------ | ------------------------- |
| قائد   | ني هايشنج الرحلة الثالثة  |
| مشغل 1 | ليو بومنج الرحلة الثانية  |
| مشغل 2 | تانج هونجبو الرحلة الأولى |

### الطاقم الاحتياطي
| المركز | عضو الطاقم |
| ------ | ---------- |
| قائد   | چاي چيانج  |
| مشغل 1 | وانج يابنج |
| مشغل 2 | يو جوانجفو |